# Международная сеть экономического метода
Международная сеть экономического метода (англ. International Network for Economic Method, INEM) — международная экономическая организация.
Среди основателей INEM известные экономисты: М. Абрамовиц, Дж. Акерлофф, М. Алле, У. Брейт, П. Дэвидсон, Ш. Дау, Дж. К. Гэлбрейт, Р. Хайлбронер, Ф. Модильяни и др.
Организация издает Journal of Economic Methodology.
INEM организует международные научные конференции, посвященные проблемам методологии экономической науки: 2000 — Ванкувер; 2002 — Стирлинг (Шотландия); 2003 — Лидс; 2004 — Амстердам. В 2006 г. конференция прошла 22-23 июня в Гриннелле (Айова).